# Cirque Métropole
El Cirque Métropole, también conocido por su nombre posterior, Cirque de Paris, fue un circo estable de París, Francia. Inaugurado en 1906, fue el último circo estable construido en París. Estaba ubicado en el n.º 18-20 de la avenue de La Motte-Picquet, en el VII Distrito de París.

## Características del edificio
Tenía capacidad para más de 6 000 espectadores, con cinco pisos de asientos (planta baja y cuatro niveles superiores), que se cernían en forma de embudo sobre la pista. La pista tenía un diámetro estándar de 13 metros y una gran cúpula de cristal coronaba el recinto.

## Historia

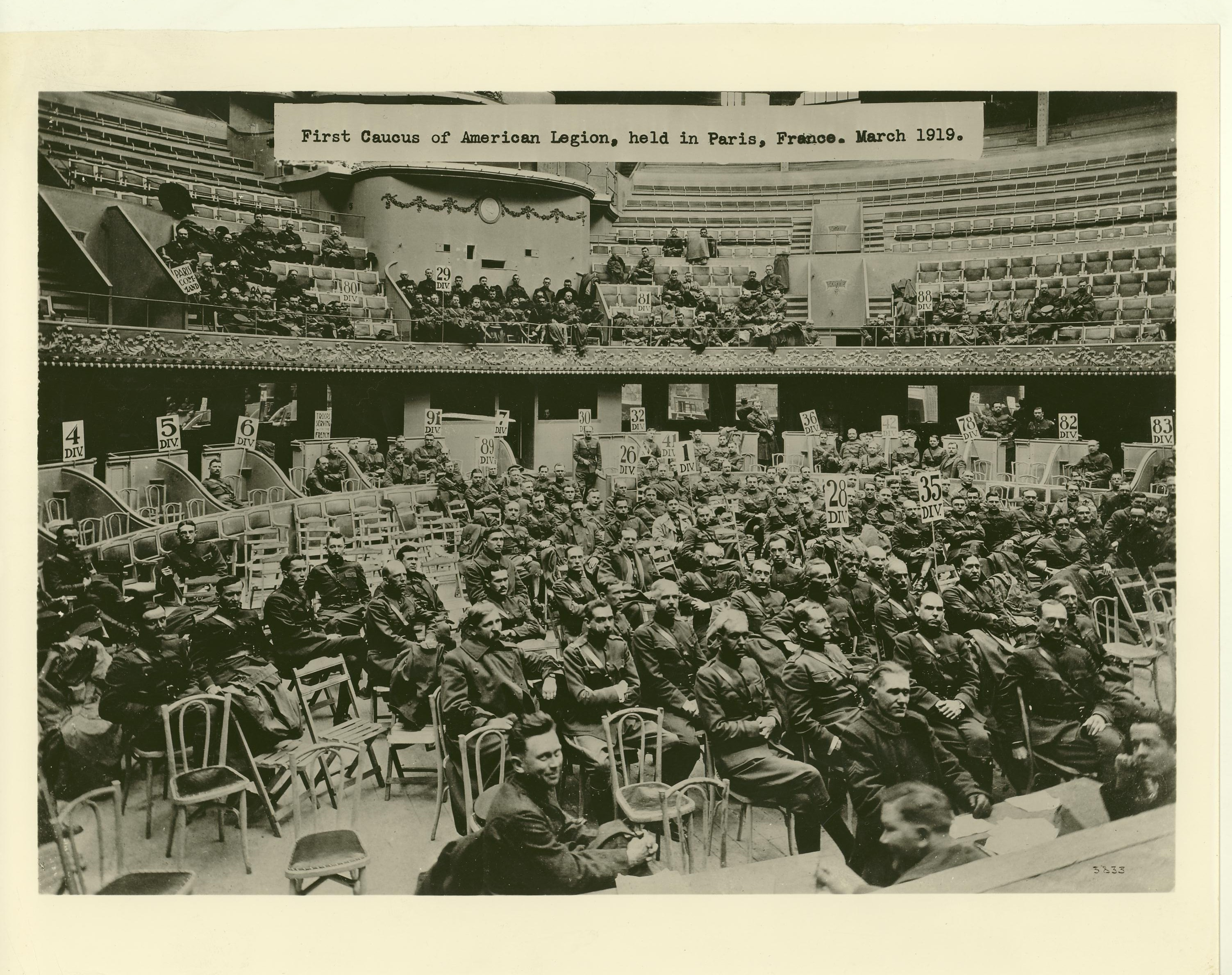
Primera reunión de la Legión Estadounidense, 1919.

El Cirque Métropole se construyó por iniciativa de F. F. Irlicht, un dentista estadounidense apasionado por el circo. Fue inaugurado el 5 de enero de 1906. Irlicht quiso que fuera diseñado para ser el circo estable más grande jamás construido. Desde su inauguración, estuvo bajo la dirección de Edouard Arcoz.
En junio de 1906, el rey de Camboya, Sisowath I, asistió a una función de circo de gala representada en su honor. El programa se presentó escrito en francés y en jemer.
En la temporada de 1907-1908, la dirección corrió a cargo de Tison y Debray, quienes estaban a cargo de la dirección del Nouveau Cirque. Muchos de los números se presentaban en ambos circos, bajo la presunción de que no compartían público.
En febrero de 1908, cambió de nombre a Cirque de Paris, y fue cedido a la compañía del estudio cinematográfico Pathé, que lo transformó en una sala de cine durante unos meses.
Un año después, en 1909 pasó por la dirección de Edmond Verdan bajo el nombre de Cirque Continental, por el Cirque Alphonse Racy y por el Cirque Wilhelm Hagenbeck. En octubre de ese año, la dirección llegó a las manos de Hippolyte Houcke, quien durante las siguientes temporadas trajo al circo atracciones populares, como los payasos Foottit y Chocolat.

En julio de 1914, el circo volvió a convertirse en cine, y así permaneció durante la Primera Guerra Mundial, salvo por un breve periodo de tiempo en diciembre de 1915. 

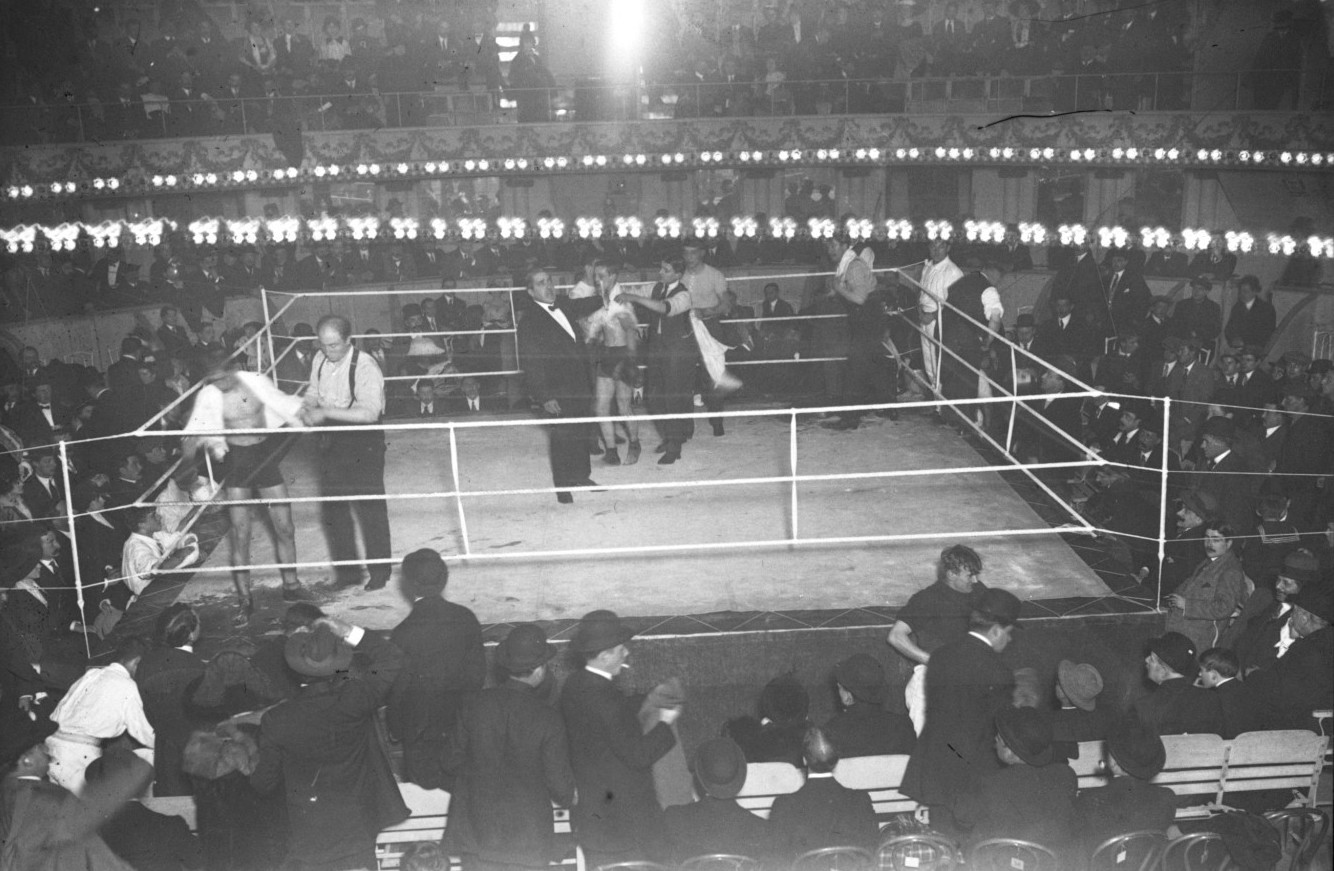
Combate de boxeo en el Cirque de Paris, 1912.

En 1919 se celebró allí la primera reunión de la Legión Estadounidense. En 1920, Debray volvió a hacerse cargo de la dirección del circo, proponiendo una combinación de números de circo y de espectáculos de variedades, al estilo music hall. No tuvo demasiado éxito por la poca intimidad que proporcionaba el edificio.
El 17 de septiembre de 1921, el circo volvió a abrir bajo la dirección de G. Pasquier y de Gaston Rousseau. A partir de entonces, el circo tuvo éxito y ganó una clientela fija con atracciones internacionales centradas principalmente en la doma de animales. También acogió combates deportivos de boxeo.
La última función tuvo lugar el 15 de enero de 1930, con la participación de los payasos Antonet y Béby, y fue demolido entre ese mismo año y 1932.
La rue Ernest-Psichari se trazó sobre su ubicación.